# Structure (mathématiques)
Pour les articles homonymes, voir Structure.
Ne doit pas être confondu avec Structure (logique mathématique).
En mathématiques, une structure est une théorie plus forte que la théorie des ensembles, c'est-à-dire une théorie qui en contient tous les axiomes, signes et règles.
C'est donc une théorie fondée sur la théorie des ensembles, mais contenant également des contraintes supplémentaires, qui lui sont propres, et qui permettent également de définir de nouvelles structures qu'elle inclut. Cette notion est ainsi une puissante contribution à l'hypothèse selon laquelle la théorie des ensembles fournit le fondement des mathématiques.
Ce terme est à l'origine de ce que l'on a appelé structuralisme mathématique.

## Histoire de la structure

### Les structures avant Bourbaki
En histoire des mathématiques, quelque moderne et innovatrice que soit une notion nouvelle, il arrive fréquemment que l'on en observe rétrospectivement des traces jusque dans l'Antiquité. Ainsi, le calcul différentiel et intégral, inventé au XVIIe siècle par Leibniz et Newton, était déjà utilisé de manière embryonnaire et naïve chez Eudoxe et Archimède. Il en va de même avec l'invention de la notion de structure mathématique : son utilisation a précédé sa première formulation explicite. Il est par conséquent aussi aisé de repérer dans l'histoire des mathématiques les premiers auteurs définissant et commentant la notion de structure, que difficile de retrouver les premiers à l'avoir utilisée sans l'expliciter.
En arithmétique modulaire, l'idée de structure apparaît vraiment avec l'approche de Carl Friedrich Gauss dans les Disquisitiones arithmeticae (1801). Il étudie les restes de la division euclidienne sous un angle structurel ; c'est ainsi l'une des origines de la théorie des groupes.
En théorie de Galois, l'approche est essentiellement structurelle pour Évariste Galois à travers les symétries, chez Camille Jordan à travers la théorie des groupes, chez Leopold Kronecker à travers la théorie des corps.
En algèbre linéaire, l'idée de structure apparaît deux fois : en géométrie euclidienne, une approche axiomatique se fait finalement ressentir pour devenir obligatoire (cf. axiomes de Hilbert) ; puis avec les tentatives de formalisation des espaces vectoriels par Grassmann ou Peano, et enfin chez Banach et Bourbaki.
En géométrie différentielle, l'idée de structure apparaît avec l'approche de Riemann.

### Les structures chez Bourbaki
C'est le groupe de mathématiciens publiant sous le pseudonyme de Nicolas Bourbaki qui a développé pour la première fois la théorie des structures de manière explicite et rigoureuse dans ses Éléments de mathématique à partir des années 1930.

#### Structure et axiomatique
La notion de structure dérive de la méthode axiomatique adoptée par Bourbaki. Cette axiomatique permet de mettre au jour une unité profonde entre diverses branches des mathématiques, considérées comme distinctes dans la classification traditionnelle des disciplines mathématiques (arithmétique, algèbre, analyse, géométrie) :
« Nous croyons que l'évolution interne de la science mathématique a, malgré les apparences, resserré plus que jamais l'unité de ses diverses parties, et y a créé une sorte de noyau central plus cohérent qu'il n'a jamais été. L'essentiel de cette évolution a consisté en une systématisation des relations existant entre les diverses théories mathématiques, et se résume en une tendance qui est généralement connue sous le nom de « méthode axiomatique ». »
Ces noyaux constitutifs des branches des mathématiques sont les structures mêmes :
« La méthode axiomatique permet, lorsqu'on a affaire à des êtres mathématiques complexes, d'en dissocier les propriétés et de les regrouper autour d'un petit nombre de notions, c'est-à-dire, pour employer un mot qui sera défini plus loin avec précision [au chapitre 4 du livre I], de les classer suivant les structures auxquelles elles appartiennent (une même structure pouvant intervenir, bien entendu, à propos d'êtres mathématiques divers) ; c'est ainsi que, parmi les propriétés de la sphère, les unes sont topologiques, d'autres sont algébriques, d'autres encore peuvent être considérées comme relevant de la géométrie différentielle ou de la théorie des groupes de Lie. »

#### Mise au jour et définition des structures
Voici comment Bourbaki décrit la méthode de mise au jour des structures dans l'article L'Architecture des mathématiques :
« Sous quelle forme va se faire cette opération ? C'est ici que l'axiomatique va se rapprocher le plus de la méthode expérimentale. Puisant comme elle à la source cartésienne, elle « divisera les difficultés pour les mieux résoudre » : dans les démonstrations d'une théorie, elle cherchera à dissocier les ressorts principaux des raisonnements qui y figurent ; puis, prenant chacun d'entre eux isolément, et le posant en principe abstrait, elle déroulera les conséquences qui lui sont propres ; enfin, revenant à la théorie étudiée, elle en combinera de nouveau les éléments constitutifs précédemment dégagés, et étudiera comment ils réagissent les uns sur les autres. »
S'appuyant sur un exemple historiquement significatif, la définition du groupe, première structure jamais dégagée, Bourbaki conclut par une définition globale de la structure :
« On peut maintenant faire comprendre ce qu'il faut entendre, d'une façon générale, par une structure mathématique. Le trait commun des diverses notions désignées sous ce nom générique, est qu'elles s'appliquent à des ensembles d'éléments dont la nature n'est pas spécifiée ; pour définir une structure, on se donne une ou plusieurs relations, où interviennent ces éléments [...] ; on postule ensuite que la ou les relations données satisfont à certaines conditions (qu'on énumère) et qui sont les axiomes de la structure envisagée. Faire la théorie axiomatique d'une structure donnée, c'est déduire les conséquences logiques des axiomes de la structure, en s'interdisant toute autre hypothèse sur les éléments considérés (en particulier, toute hypothèse sur leur « nature » propre). »
En note, Bourbaki observe : « Dans cette nouvelle conception, les structures mathématiques deviennent, à proprement parler, les seuls « objets » de la mathématique. » Bourbaki distingue ainsi principalement trois types de structures, les « structures-mères » : la structure algébrique, dont les relations sont des lois de composition, la structure d'ordre, et la structure topologique.

#### Une nouvelle classification des disciplines mathématiques
La classification structurale a pour conséquence de remettre en question la classification traditionnelle des mathématiques :
« Au lieu des compartiments bien délimités de l'Algèbre, de l'Analyse, de la Théorie des Nombres et de la Géométrie, nous verrons, par exemple, la théorie des nombres premiers voisiner avec celle des courbes algébriques, ou la géométrie euclidienne avec les équations intégrales ; et le principe ordonnateur sera la conception d'une hiérarchie de structures, allant du simple au complexe, du général au particulier. »
Les structures-mères peuvent recevoir des axiomes supplémentaires ; selon les exemples de Bourbaki, on peut ainsi concevoir, pour cas particuliers de la structure algébrique de groupe, les groupes finis, les groupes abéliens, et les groupes abéliens finis ; pour la structure d'ordre, la structure d'ensemble totalement ordonné, et dans cette dernière celle d'ensemble bien ordonné.
En outre, on peut définir des « structures [...] multiples », combinant d'autres structures : algèbre topologique, topologie algébrique, la combinaison des structures d'ordre et des structures algébriques, etc. Les « théories particulières » — analyse, géométrie, théorie des nombres, etc — constituent ainsi des subdivisions de ces grandes structures :
« Elles ont perdu leur autonomie d'autrefois, et sont maintenant des carrefours où viennent se croiser et agir les unes sur les autres de nombreuses structures mathématiques plus générales. »

#### Nuances chez Bourbaki
Tout d'abord, on ne saurait toutefois suspecter Bourbaki d'« hypostasier » les structures, car le collectif de mathématiciens est conscient que cette notion correspond seulement à une méthode d'exposition, sans engager pour autant la « nature profonde » des mathématiques. Il reconnaît ainsi le caractère « artificiel [de] ce principe de classification dès que s'enchevêtrent les structures », et ne l'utilise que comme un moyen d'exposition.
En outre, dans l'article L'Architecture des mathématiques, Bourbaki avoue trois inconvénients de cette théorie des structures : « elle est à la fois schématique, idéalisée et figée. » Schématique, car dans le détail il existe « d'inattendus retours en arrière », comme l'intervention des nombres réels pour fonder la topologie. Idéalisée, car « dans certaines théories (par exemple en Théorie des Nombres), il subsiste de très nombreux résultats isolés qu'on ne sait jusqu'ici classer ni relier de façon satisfaisante à des structures connues ». Et figée, car les structures ne sont pas « immuables », et peuvent se prêter à des inventions ou reformulations futures.
Les précautions dont fait preuve Bourbaki montrent qu'il ne saurait être accusé d'avoir essayé de « geler » ou de rigidifier la recherche mathématique, comme on le lui a parfois reproché.

## Liste de structures
Voici une liste non exhaustive de structures :
- des structures algébriques, parfois définies comme produit cartésien de deux ensembles non nécessairement distincts : magma, monoïde, demi-groupe, groupe, anneau, corps commutatif, espace vectoriel, module, algèbre...
- des structures d'ordre ;
- des structures métriques ;
- des structures topologiques ;
- des structures uniformes ;
- des structures différentielles.

## Influence hors des mathématiques

### Sciences humaines
Le structuralisme mathématique a influencé des chercheurs en sciences humaines du mouvement structuraliste, à commencer par son initiateur, l'anthropologue Claude Lévi-Strauss ; celui-ci a d'ailleurs travaillé avec le mathématicien André Weil, membre de Bourbaki, lors de ses recherches pour Les Structures élémentaires de la parenté (chapitre XIV).

### Philosophie
Dans la Philosophie de l'algèbre, en particulier en conclusion, Jules Vuillemin a également proposé de réviser la pratique philosophique en suivant le modèle de l'algèbre, qui au cours de son histoire s'est abstraite de problèmes concrets vers l'étude de structures abstraites. Parmi les dédicataires de cet ouvrage figure Pierre Samuel, qui manifestement aida Vuillemin dans la rédaction du livre, et fut un membre de Bourbaki.